# Histoires de fantômes
Pour le film, voir Histoire de fantômes (film).
Pour un article plus général, voir Fantastique.

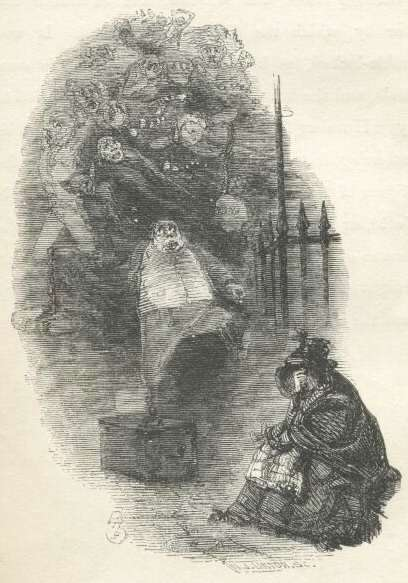
Illustration en noir et blanc des fantômes du passé, du présent et du futur dans Un chant de Noël de Charles Dickens.

Les histoires de fantômes sont un sous-genre du fantastique, où l'élément surnaturel passe par la présence — véridique, supposée ou hallucinée — d'un ou plusieurs fantômes.
Dans ces histoires, le fantôme est souvent le héros et a une personnalité ainsi qu'une identité bien à lui. Le genre peut aussi donner lieu à des récits centrés uniquement sur les fantômes ou les morts, et à cela s'ajoute bien souvent le concept de « hantise », où le fantôme est lié à un lieu, objet ou une personne,. Ces histoires se font généralement exemples ou représentations du ghostlore.
Familièrement, le terme d'« histoire de fantômes » peut faire référence à tout type d'histoire effrayante. En littérature, elles se sont souvent développées par l'intermédiaire du format des nouvelles, dans le cadre de récits surnaturels, de weird fiction, ou d'horreur, bien que la figure de fantôme eut aussi été utilisée dans des récits plus légers, tels que des contes humoristiques ou des contes moraux.

## En littérature

### Premiers exemples: de l'Antiquité au Moyen Âge

Fragment de jarre avec l'histoire Khonsuemheb et le fantôme écrite en Hiératique, entre 1292 et 1076 av. J.-C. (Nouvel Empire). Museo Egizio, Turin.

En littérature, les esprits apparaissent déjà dans l'Odyssée d'Homère vers la fin du VIIIe siècle av. J.-C., lors du séjour d'Ulysse aux Enfers. Dans le Tanakh, ou Bible hébraïque, la Sorcière d'Endor, qui peut être comparée à un médium spirite, possède un talisman qui lui permet d'invoquer le fantôme du prophète Samuel récemment décédé, à la demande de Saül, roi d'Israël.
Les fantômes apparaissent chez les Romains dès le IIIe siècle av. J.-C., dans la comédie latine de Plaute, Mostellaria ou le Revenant, considérée comme la première œuvre à présenter une demeure hantée. Le récit de lieu hanté revient ensuite au début du Ier siècle avec Pline le Jeune, qui décrit dans ses Lettres la hantise d'une maison à Athènes. À la même période, la figure du fantôme apparaît de manière récurrente dans les tragédies de Sénèque, qui influenceront le retour de la tragédie à la Renaissance avec notamment le théâtre élisabéthain à travers Thomas Kyd et William Shakespeare.
Au IIe siècle, le conte de Philinnion et Mâchâtes, raconté d'abord par le romain Phlégon de Tralles puis, au Ve siècle, par Proclus, passe pour l'une des plus anciennes histoires de fantômes occidentale, où une jeune fille nommée Philinnion réapparaît après sa mort prématurée.
Hors de la culture occidentale, les esprits sont connus dans la civilisation arabe, comme en témoignent certains contes des Mille et Une Nuits impliquant souvent des djinns et des goules, tel que c'est le cas pour le conte « Ali du Caire et la maison hantée de Bagdad », daté du XVIe siècle qui raconte l'histoire d'une maison hantée par un djinn. Du côté du Japon, les histoires de fantômes sont apparentées au kaidan, contes populaires relatant des apparitions surnaturelles,. Le Dit du Genji, œuvre majeure de la littérature nippone du XIe siècle, contient plusieurs histoires de fantômes de personnages possédés par des esprits.

### Théâtre élisabéthain

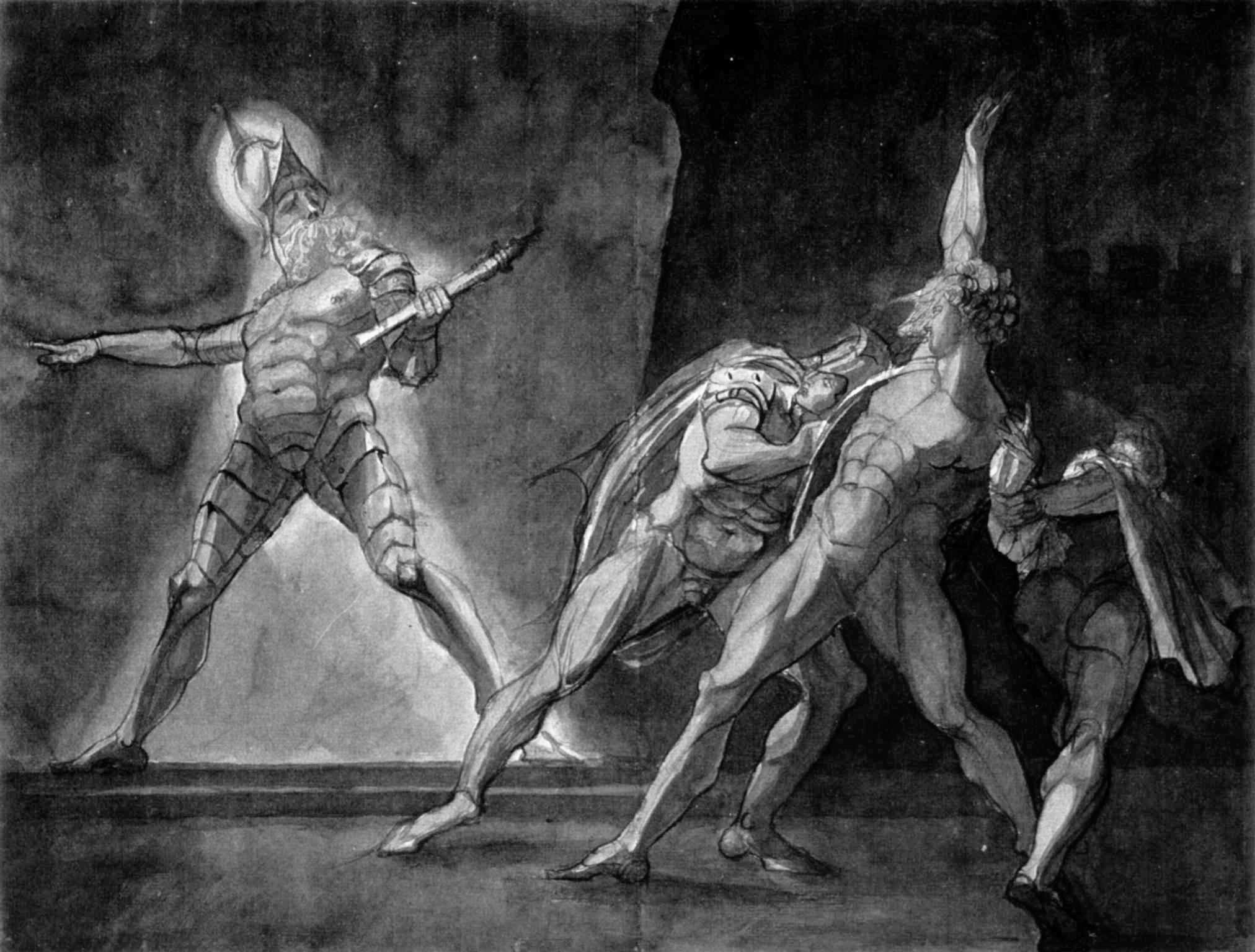
Le fantôme du père de Hamlet, représenté par Henry Füssli entre 1780 et 1785.

La redécouverte des tragédies de Sénèque par les humanistes italiens au milieu du XVIe siècle porte une grande influence sur les auteurs dramatiques anglais : les pièces La Tragédie espagnole de Thomas Kyd et Hamlet de Shakespeare, partagent ainsi toutes deux les thèmes de la vengeance, et la présence de cadavres et fantômes parmi les personnages joués ; l'ombre du père assassiné de Hamlet, notamment, est devenu depuis sa parution en 1603 l'un des fantômes les plus célèbres de la littérature anglaise. Des figures fantomatiques apparaissent dans d'autres œuvres de Shakespeare, notamment dans Richard III — qui ressemble au modèle imposé par Sénèque — et Macbeth, avec le personnage de Banquo.
Dans le théâtre anglais de la Renaissance, les fantômes étaient souvent représentés sous des costumes de vivants, et parfois même en armure : obsolète à cette période, l'armure donnait au fantôme une allure antique et vieillie. Ce n'est qu'à partir du XVIIIe siècle que le fantôme « bâché », recouvert d'un tissu, gagne du terrain au théâtre, du fait de la difficulté du déplacement des fantômes en armure, qui ne pouvaient se mouvoir que par un système de poulies. Le drap se met alors à représenter l'immatérialité, l'invisibilité et la vraisemblance des fantômes, qui apparaissent de manière beaucoup moins vêtue et grossière qu'à la Renaissance.

### Période romantique
La figure du fantôme tend à se réduire au XVIIIe siècle, époque des Lumières où la rationalité s'impose dans les discours et le champ littéraire ; le fantôme est alors mal vu, négligé et mis de côté, bien qu'il perdure encore et que sa signification évolue : utilisé comme outil dialectique servant aux études anthropologiques, il sert à révéler la vérité, et se fait entre autres apparence de la frontière entre le normal et la pathologie, qu'elle soit physique (problèmes de santé), oratoire (superstition, manipulations par le discours) ou perceptive (hallucinations),.
Il faut attendre la seconde moitié du XVIIIe siècle et la parution du Château d'Otrante (1764) d'Horace Walpole, premier roman gothique, pour que le fantôme retrouve ses lettres de noblesse. Ce n'est cependant qu'avec la période romantique allemande et les premières décennies du XIXe siècle qu'apparaissent les premières nouvelles de fantômes de type modernes, à travers notamment La mendiante de Locarno (1810) d'Heinrich von Kleist ou encore les travaux d'E. T. A. Hoffmann, incluant Les Mines de Falun (1819) et L'Esprit élémentaire (1820).

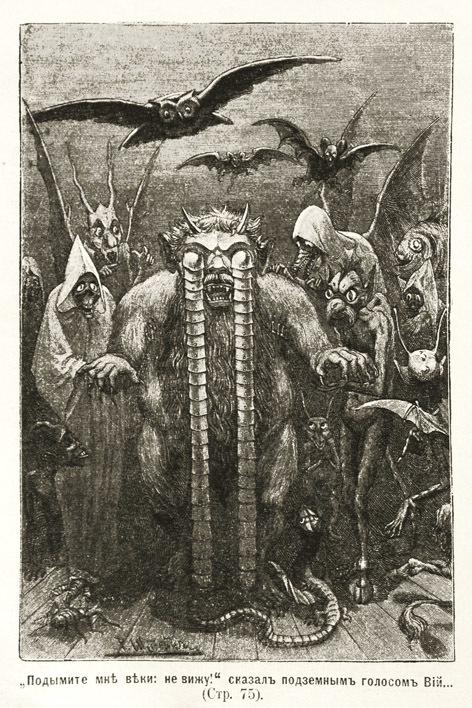
Illustration de la nouvelle Vij de Nicolas Gogol, datant de 1901.

Du côté de la littérature russe, l'équivalent des histoires de fantômes se trouve dans la Bylichka (ru), genre populaire du folklore russe qui relate par transmission orale un événement prétendu véritable impliquant une rencontre avec de mauvais esprits. Dans les années 1830, des auteurs russes s'inscrivent dans cette tradition, notamment Nicolas Gogol et sa nouvelle Vij (1835), ou Alexandre Pouchkine avec La Dame de pique (1834). Du côté de la littérature française, la représentation des fantômes dans cette première partie du XIXe siècle passe notamment par les œuvres du duo Erckmann-Chatrian qui, inspiré par Hoffmann, ajoute à ses récits le massif des Vosges comme décor, mais aussi par les contes fantastiques de Théophile Gautier, ou encore par Alexandre Dumas avec son roman Le Château d'Eppstein (1843) et son recueil Les Milles et Un Fantômes (1849).
En Grande-Bretagne, l'écrivain écossais Walter Scott se démarque comme l'un des premiers auteurs d'histoires de fantômes modernes, notamment avec ses nouvelles Wandering Willie's Tale (1824) et The Tapestried Chamber (1828), en évitant le style d'écriture gothique et contribuant ainsi à donner la voie aux écrivains du genre ultérieurs.

### L'ère victorienne: âge d'or des histoires de fantômes
Selon l'historien Jack Sullivan, de nombreux critiques littéraires affirment que l'âge d'or des histoires de fantômes a débuté dans les années 1830 avec le déclin du roman gothique, et a perduré jusqu'à la période édouardienne et le début de la Première Guerre mondiale. Deux auteurs en particulier ont servi à inaugurer cet « âge d'or » : Sheridan Le Fanu et Edgar Allan Poe.

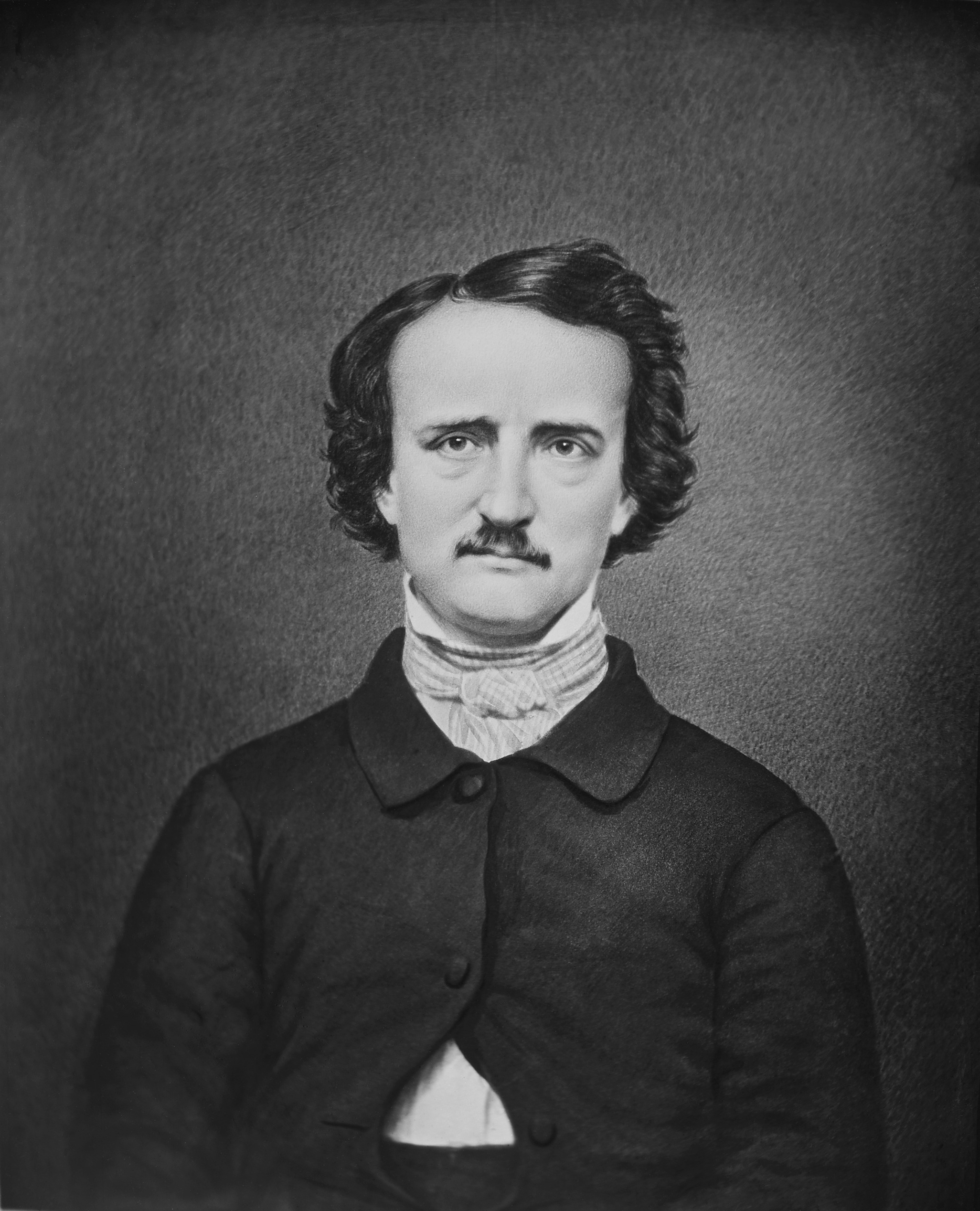
Dessin d'Edgar Allan Poe.

L'irlandais Sheridan Le Fanu est considéré comme l'un des auteurs d'histoires de fantômes le plus influent, en partie grâce à ses recueils In a Glass Darkly (1872) et The Purcell Papers (en) (1880), qui ont largement contribué à populariser la nouvelle comme support des récits de fantômes. De son côté, l'écrivain Edgar Allan Poe a marqué la littérature américaine par son influence sur la culture populaire, ses nouvelles étant souvent considérées comme fondatrices du roman policier et préfigurant les genres de la science-fiction et de l'horreur moderne. Nombre d'entre-elles, influencées par le roman gothique, ont pour sujet des personnages fantomatiques ; c'est le cas de Morella (1835), Ligeia (1838), La Chute de la maison Usher (1839) et Le Masque de la Mort Rouge (1842), entre autres.
Ainsi, l'époque victorienne se traduit par une profusion dans la production d'histoires de fantômes, surtout en Angleterre, où la forme classique de ces récits apparaît, contenant entre autres des éléments du folklore et de la société anglo-saxonne, et se recentrant sur la psychologie des personnages. Ces textes rayonnent chez des auteurs tels que Montague Rhodes James, Violet Hunt ou encore Charlotte Riddell (en), qui employait avec habilité le thème de la maison hantée. De l'autre côté de l'Atlantique, les auteurs américains aussi s'essayent au genre : c'est le cas de Washington Irving — auteur de La Légende de Sleepy Hollow (1820), qui met en scène le fantôme d'un cavalier sans tête —, Edith Wharton, Mary Eleanor Wilkins Freeman, Francis Marion Crawford, Nathaniel Hawthorne et, enfin, Henry James, sans le doute le plus célèbre d'entre eux, qui révolutionne le genre par ses multiples nouvelles consacrées aux fantômes : Le Roman de quelques vieilles robes (1868), La Redevance du fantôme (1876), Sir Edmund Orme (1879), Owen Wingrave (1892), L'Autel des morts (1895), Le Tour d'écrou (1898) et Le Coin plaisant (1908).
Parmi les fantômes littéraires les plus célèbre de l'ère victorienne, on peut citer ceux de Charles Dickens, notamment dans Un chant de Noël (1843) — qui représente les fantômes du passé, présent et futur d'Ebenezer Scrooge—, ou encore dans sa nouvelle The Signal-Man (en) (1866). Dans un registre plus comique, Oscar Wilde s'est lui aussi attelé à l'écriture d'une histoire de fantômes avec sa nouvelle Le Fantôme de Canterville (1887). Du côté de la France, l'auteur de l'époque ayant probablement le plus marqué le genre est Guy de Maupassant, avec ses nouvelles La Peur (1882), Apparition (1883) et Le Horla (1886),.

#### Le «style jamésien»

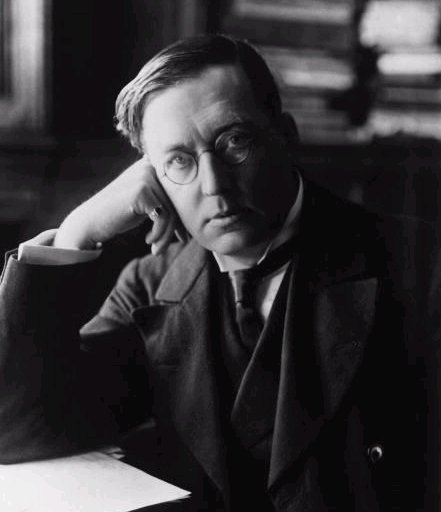
Montague Rhodes James en 1900.

Montague Rhodes James est décrit par l'écrivain britannique David Langford comme l'auteur ayant créé « le canon d'histoires de fantômes le plus influent du 20e siècle. » Abandonnant les éléments gothiques traditionnels de ses prédécesseurs, M. R. James se base sur trois éléments principaux pour la rédaction de ses nouvelles :
- Un cadre typique avec du caractère, souvent rural ;
- Un gentleman et/ou savant plutôt naïf et réservé comme protagoniste ;
- La découverte d'un artefact ancien (livre ou objet) qui attire l'attention d'une menace surnaturelle.

À cela s'ajoute cinq caractéristiques clés pour la construction d'une histoire de fantômes, identifiées dans l'ouvrage Some Remarks on Ghost Stories de M. R. James, publié en 1929 : 
- La prétention de la vérité (les événements décrits passent pour être véridiques) ;
- La procuration chez le lecteur d'une « terreur agréable » ;
- Pas d'effusions de sang ni de relations sexuelles gratuites ;
- Pas d'explication de la « machinerie » du surnaturelle ;
- Un cadre contemporain à celui dans lequel l'écrivain et le lecteur vivent.

### Période moderne (XXesiècle)
Le début du XXe siècle et l'époque édouardienne voient la pérennité des histoires de fantômes passer par plusieurs auteurs qui, à leur façon, tentent de renouveler le genre et contribuent à le faire évoluer vers de nouvelles directions, comme c'est le cas pour Algernon Blackwood (combinant les récits de fantômes avec un mysticisme de la Nature), Oliver Onions (en) (qui s'inspirait de l'horreur psychologique) ou encore William Hope Hodgson (dont les contes de fantômes contenaient également des éléments typiques issus de la littérature maritime, ou fiction nautique (en)). En France, l'œuvre notable de l'époque est Le Fantôme de l'Opéra de Gaston Leroux, paru en 1910 et décrit comme « à la lisière du policier et du fantastique ».
La naissance des magazines pulp en ce début de siècle permet la création de nouvelles voies pour les récits de fantômes, dont la publication tend à croître par l'intermédiaire de revues telles que Good Housekeeping et The New Yorker. L'engouement pour ce nouveau moyen de production entraîne la création en 1926 de Ghost Stories, une revue entièrement dédiée aux histoires de fantômes, ou encore de Weird Tales, célèbre magazine fondé en 1923 et qui se consacrera aux genres de la fantasy et du fantastique.
Entre les années 1940 et 1960, plusieurs auteurs tendent à se démarquer : en Belgique, avec l'écrivain Jean Ray et notamment son recueil Le Livre des fantômes (1947), puis aux États-Unis avec Fritz Leiber, dont l'écriture de contes de fantômes a pour cadre le contexte industriel moderne, telles que le montrent ses nouvelles Smoke Ghost (1941) et A Bit of the Dark World (1962). Mais durant la même période, c'est surtout Shirley Jackson, romancière américaine, qui s'impose dans le champ littéraire d'horreur : son roman Maison hantée, paru en 1959, devient très vite un classique de la littérature fantastique reconnu comme l'une des meilleurs histoires de maison hantée,,, et Jackson devient une figure de proue du néo-gothique, s'inscrivant par ses textes dans la lignée d'Edgar Poe et Henry James. Sa nouvelle À la maison (1965), notamment, raconte l'histoire d'une auto-stoppeuse fantôme.
Dans les années 1980, de nouveaux auteurs écrivent des récits de fantômes : c'est le cas de l'écrivain britannique Ramsey Campbell, de Susan Hill et de son roman La Dame en noir (1983) ou encore de Stephen King, influencé comme de nombreux autres par Shirley Jackson,, et dont on peut citer Shining, l'enfant lumière (1977) qui représente un hôtel hanté et ses nombreux fantômes, ou encore Sac d'os (1998) qui relate l'histoire d'un écrivain en proie à des fantômes hantant sa résidence.
En parallèle de la littérature, les récits de fantômes prennent de l'ampleur par le truchement du cinéma et de la télévision.

## Au cinéma et à la télévision
(juin 2024).

### Cinéma
- Ghost
- Sixième Sens
- Les Autres
- Casper le gentil fantôme

### Télévision
- Dead Like Me
- Ghost Whisperer
- Haunted
- The Haunting of Hill House
- The Haunting of Bly Manor

#### Essais
- Avery F. Gordon (trad. Julia Burtin Zortea), Matières spectrales : Sociologie des fantômes, Éditions B42, 2024, 256 p. (ISBN 9782494983120)

- Stephen King (trad. Jean-Daniel Brèque), Anatomie de l'horreur, Paris, Éditions Albin Michel, 3 septembre 2018, 624 p. (ISBN 978-2-226-32603-4).

#### Anthologies
- Jeremiah Curtin (trad. Thierry Olivier), Histoires de fantômes irlandais, Terre de brume, coll. « Bibliothèque Celte », 2009, 240 p. (ISBN 978-2-84362-395-0)
- Jacques Finné, Les Fantômes des victoriennes : Anthologie fantastique, José Corti, coll. « Domaine Romantique », 2000, 248 p. (ISBN 978-2-7143-0773-6)
- Jean-Pierre Kremer, Les Fantômes des victoriens, José Corti, 22 avril 2000, 201 p. (ISBN 9782714307224)
- Jacques Goimard et Roland Stragliati (éd.), Histoires de fantômes, Presses Pocket, 1977.
- André Lévy et René Goldman, L'Antre aux fantômes des collines de l'Ouest : Sept contes chinois anciens (XIIᵉ-XIVᵉ siècle), coll. « Connaissance de l'Orient », 24 novembre 1987, 182 p. (ISBN 9782070711697)
- Rabindranath Tagore (trad. Ketaki Dutt-Paul et Emmanuel Pierrat), Histoires de fantômes indiens, Arléa, coll. « Arléa-Poche », avril 2016, 216 p. (ISBN 9782363081131)

### Radio
- « Histoires de fantômes », "Le cours de l'histoire" podcast présenté par Xavier Mauduit (émission radiophonique), sur France Culture, 2021
- « Des fantômes, de la littérature à la sociologie », "La Suite dans les idées", podcast présenté par Sylvain Bourmeau (émission radiophonique), sur France Culture, 15 juin 2024

### Sources
- (en) Hugh B. Cave, Linda Dyde, Conrad Richter, Stuart Palmer et Victor Rousseau, Phantom Perfumes and Other Shades: Memories of Ghost Stories Magazine, Ash-Tree Press, 18 janvier 2000, 250 p. (ISBN 978-1899562893)
- (en) Dale Bailey, American Nightmares: The Haunted House Formula in American Popular Fiction, Bowling Green University Popular Press, 15 juin 1999, 156 p. (ISBN 978-0-87972-789-5)
- (en) Darrell Schweitzer, The Greenwood Encyclopedia of Science Fiction and Fantasy: Themes, Works, and Wonders, Westport (Connecticut), Greenwood Press, 2005 (ISBN 978-0-313-32950-0), « Ghosts and Hauntings », p. 338-340
- (en) Jack Sullivan, The Penguin Encyclopedia of Horror and the Supernatural, Viking Press, 1986, 482 p. (ISBN 978-0-670-80902-8), « Golden Age of the Ghost Story », p. 174-176
- (en) Jack Sullivan, Elegant Nightmares: The English Ghost Story, From Le Fanu To Blackwood, Ohio University Press, 1978